# Часовня-усыпальница (Первомайск)
Часовня-усыпальница — памятник ренессансной архитектуры XVI века в посёлке Первомайске (бывшая усадьба Кухтичи). Историко-культурная ценность национального значения.

## История
Считается, что кальвинистская община в Кухтиче основана в 1560—1570-х годах известным кальвинистом и сподвижником С. Будного, тогдашним владельцем имения Мацеем Кавечинским.
В XVIII веке храм был реконструирован, ему придали черты барокко и классицизма. Была завершена алтарная часть, в плане почти равная входной части, но ниже.

## Архитектура

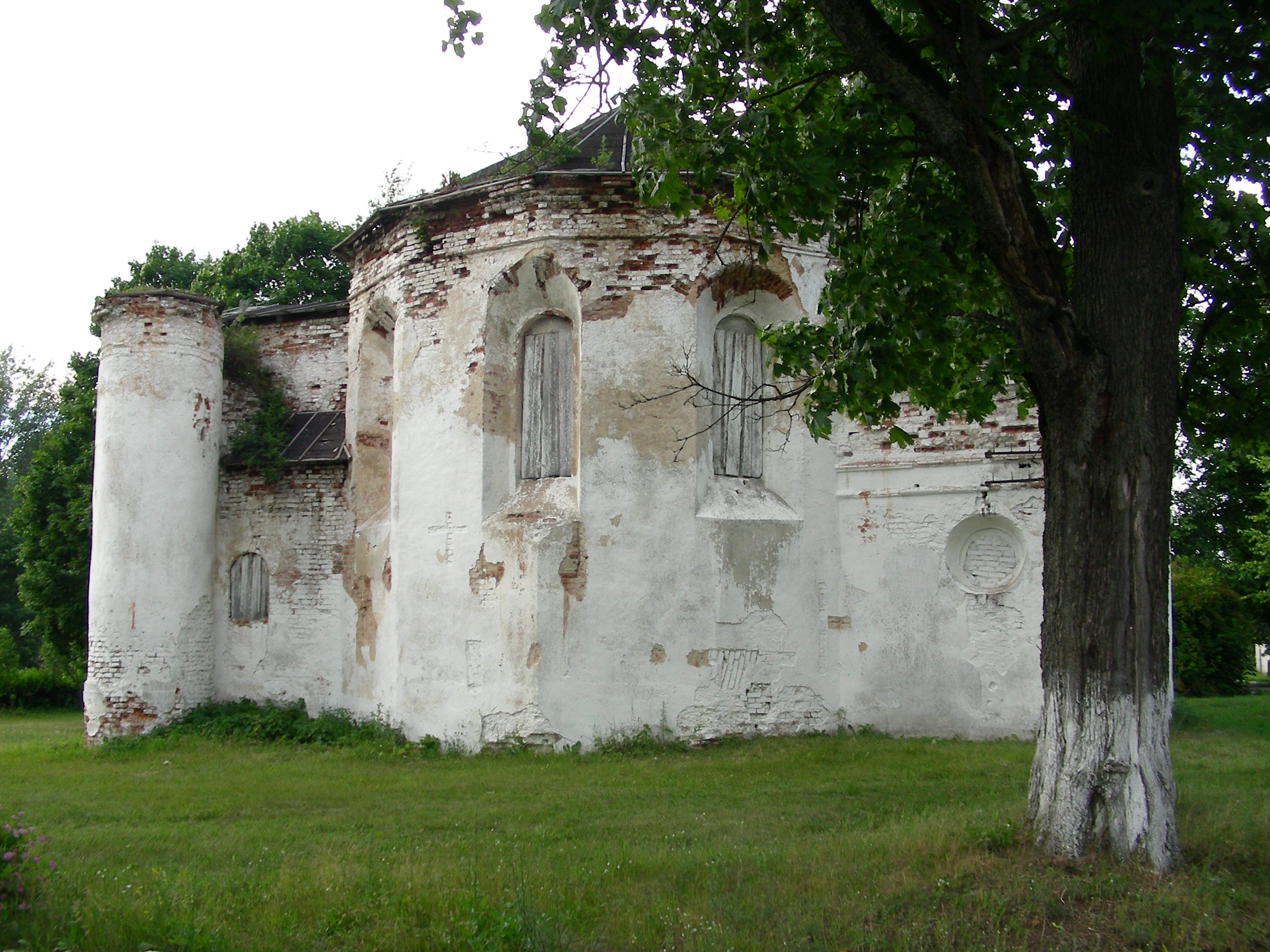
Боковой фасад

Архитектура храма напоминает другой реформатский храм в Сморгони. Основной объем этого компактного кирпичного здания, перекрытого конусообразной шатровой крышей, имеет в плане форму додекаэдра, трудно реализуемую в строительстве методами того времени. Эта геометрическая форма кофаликона символизирует гармонию мироздания, что является одной из главных тем храмов Реформации. Купольный вход и алтарная часть примыкают к основному объему. Угловые стыки основного объема прорезаны прямоугольными оконными проемами с полукруглыми окончаниями, стены апсиды — круглыми фонарями . Вход выделяется пилястрированным портиком с лепными геральдическими изображениями над входом и треугольным фронтоном, обрамленным по бокам двумя круглыми башенками, которые когда-то вели на колокольню . Башенки не соединены с притвором — это позволяет говорить о том, что они были пристроены вскоре после постройки храма. Все части храма зрительно объединены общей линией карниза.
Фундаменты выполнены в технике смешанной кладки из кирпича и валунов. Стены возведены в технике однослойной кирпичной кладки (27-27,5х13-13,5х6,5-7 см) на известково-песчаном растворе, такие же кирпичи использовались при строительстве Троицкой церкви в Клецке (середина XVI в.) и Петропавловской церкви в Новом Свержном (2-й эт. 16-й век). Башни возведены в технике кирпичной кладки (15x6,5-7 см).

### Интерьер

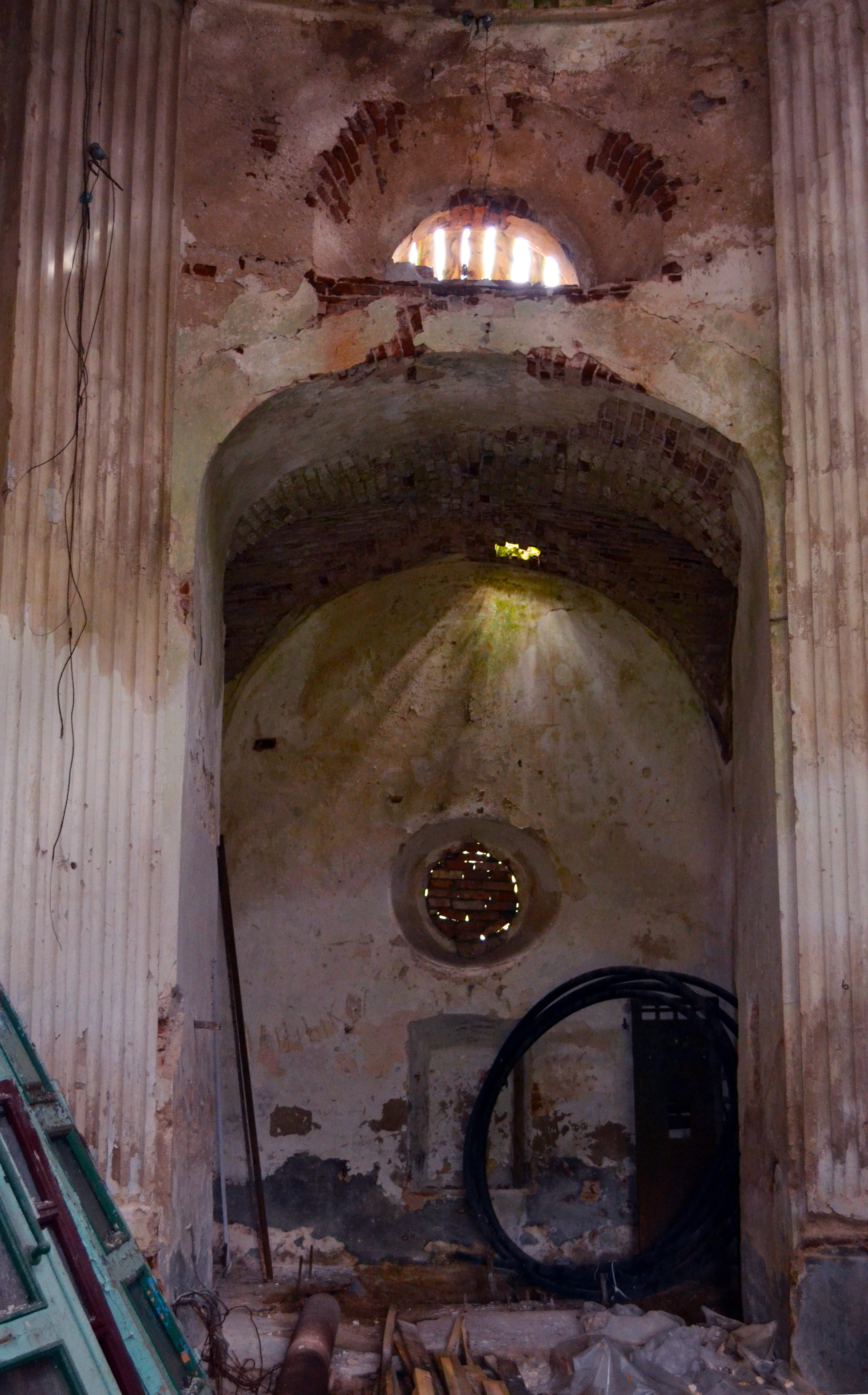
Алтарная часть

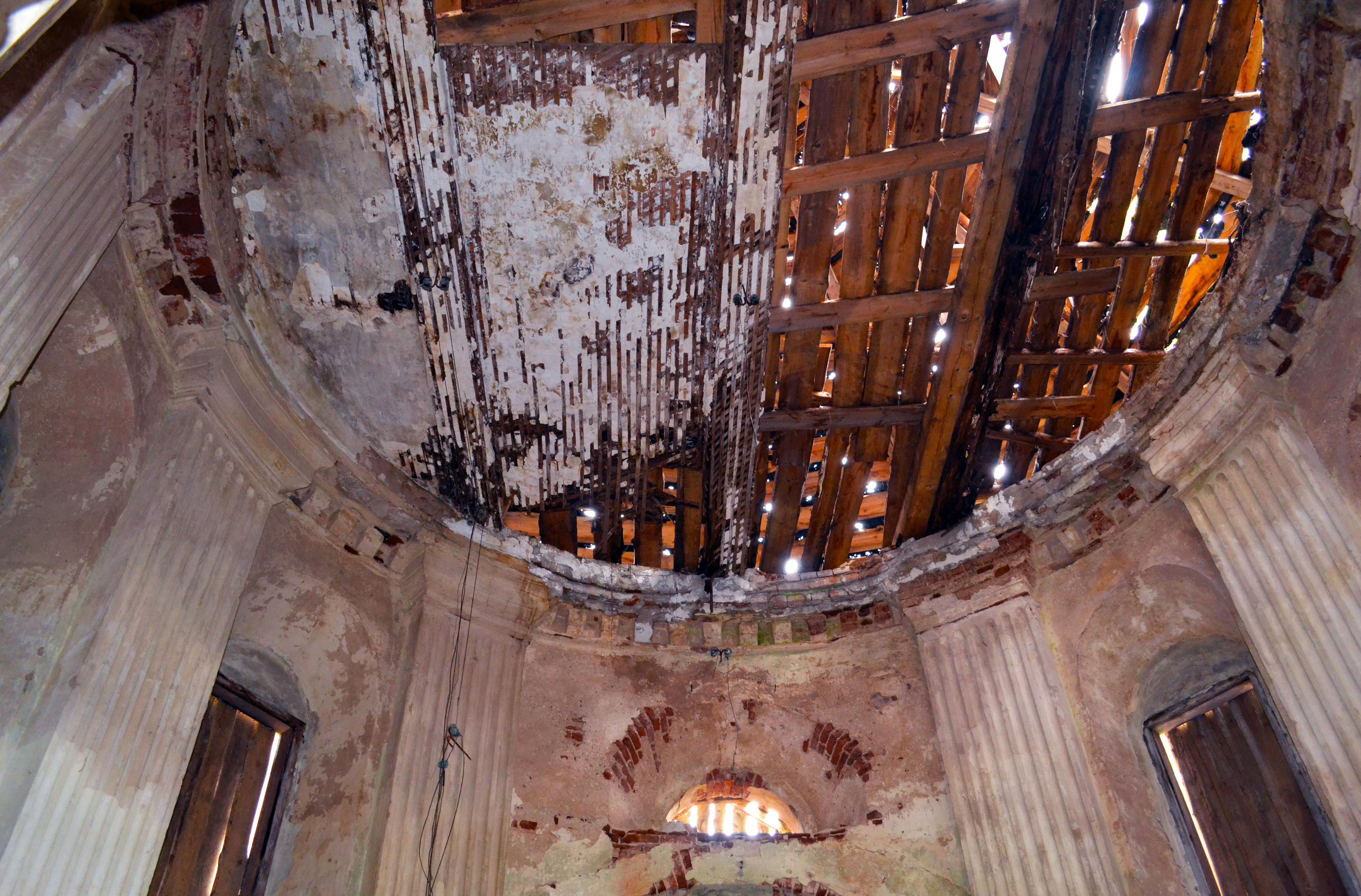
Интерьер. Подшивной потолок

Внутреннее пространство основного объема представляет собой круглый зал, перекрытый закрытым куполом, не сохранившимся до нашего времени. Стены усеяны рифлеными пилястрами и отделаны профилированными карнизами с сандриками . Входной объем перекрыт крестообразным сводом, а алтарная часть перекрыта цилиндрическим сводом . Последний открыт в основной объем арочным сводом, как и хоры, расположенные на втором этаже притвора.
Под алтарем находится место захоронения владельцев усадьбы.
Пол изначально был выложен в шахматном порядке из терракотовой и зеленой глазурованной плитки (18×18×3 см).